# Alexis Comnène (1106-1142)
Pour les articles homonymes, voir Alexis Comnène (homonymie).
Alexis Comnène (en grec : Ἀλέξιος Κομνηνός) est le fils aîné de l'empereur byzantin Jean II Comnène et de sa femme Irène de Hongrie. Il est né en février 1106 à Balabista (aujourd'hui Sidirokastro) en Macédoine. A 16 ou 17 ans, il est couronné coempereur auprès de son père. Successeur désigné, il meurt le 2 août 1142 à Attalie, d'un accident de chasse, avant d'avoir pu prendre la suite de son père qui décède en 1143. Il est le frère aîné de Manuel Ier Comnène, qui succède finalement à Jean II, et il a une sœur jumelle, Marie Comnène.

## Biographie
Le règne de Jean II Comnène étant moins bien connu que ceux d'Alexis Ier Comnène ou de Manuel Ier, le rôle d'Alexis reste méconnu. Un panégyrique écrit par Théodore Prodrome est adressé à Jean et à son fils à l'occasion du couronnement d'Alexis. Il loue les deux hommes, « rois nés de rois et d'empereurs, réformateurs des anciennes coutumes et privilèges, dont l'auguste trône et le sceptre sont d'ascendance paternelle et de légitimité dynastique ». Il semble mourir d'une fièvre brutale consécutive à un accident de chasse. Le lieu de sa mort, à Attalie, laisse suggérer qu'il est en campagne avec son père, qui s'en sert comme base pour pacifier les environs du lac Pousgousé (aujourd'hui lac de Beyşehir). Son jeune frère, Andronic, est chargé de ramener son corps à Constantinople mais il tombe lui aussi malade et meurt sur le trajet.
Les informations sur sa famille sont elles aussi parcellaires. Il est possible qu'il ait été marié à deux reprises. Sa première femme est Eupraxia Dobrodeia de Kiev, une fille de Mstislav Ier et la seconde, Cata de Géorgie, une fille de David IV de Géorgie. Les deux femmes sont connues pour avoir épousé des membres de la famille des Comnènes mais l'identité de leur mari est parfois l'objet de débats. 
Sa fille, Marie Comnène, épouse le pansébaste Alexis Axouch, le fils de Jean Axouch qui, en tant que grand domestique, occupe l'un des plus hauts postes de la hiérarchie byzantine et est un ami personnel de Jean II. Alexis Axouch tombe en disgrâce sous Manuel Ier, apparemment accusé de sorcellerie.